# Planina pod Golico
Planina pod Golico je naselje u slovenskoj Općini Jesenicama. Planina pod Golico se nalazi u pokrajini Gorenjskoj i statističkoj regiji Gorenjskoj. 

## Stanovništvo
Prema popisu stanovništva iz 2002. godine naselje je imalo 244 stanovnika.